# Аренин, Сергей Петрович
Сергей Петрович Аренин (род. 29 августа 1958, Саранск, Мордовская АССР, РСФСР, СССР) — советский и российский деятель органов внутренних дел, российский государственный деятель, юрист. Сенатор Российской Федерации — представитель от исполнительной власти Саратовской области с 21 сентября 2017. Генерал-лейтенант полиции (2011).
Из-за поддержки нарушения территориальной целостности Украины во время российско-украинской войны находится под персональными международными санкциями Евросоюза, США, Великобритании и ряда других стран.

## Биография
Родился 29 августа 1958 в Саранске Мордовской АССР (ныне — республика Мордовия).
В 1980 окончил Мордовский государственный университет имени Н. П. Огарёва по специальности «историк, преподаватель истории и обществоведения», а в 1987 окончил тот же университет по специальности «юриспруденция».
- С 1980 по 1999 — заместитель командира отдельного батальона патрульно-постовой службы милиции, заместитель начальника милиции общественной безопасности МВД Республики Мордовия по Саранску (1996), начальник ГОВД Саранска, замминистра внутренних дел Мордовии.
- С 1999 по 2000 — начальник отдела обеспечения общественного порядка Управления по Северному Кавказу МВД России.
- С январь 2000 по октябрь 2001 — начальник Управления внутренних дел МВД России по Чеченской Республике.

В ноябре 2000 Аренин едва не погиб: машина, в которой Аренин ехал вместе с главой администрации Чечни Ахматом Кадыровым, по ошибке попала под обстрел федеральных войск. Тогда машину из-под обстрела вывел лично Ахмат Кадыров, севший на место водителя. В августе 2001 года Сергей Аренин возглавлял милицейский отряд, попавший в засаду в Шелковском районе.  Восемь сотрудников райуправления были убиты на месте, а оставшиеся во главе с генералом Арениным отстреливались два часа, пока к ним не пришло подкрепление.
- С октября 2001 по май 2002 — главный инспектор инспекции Главного оргинспекторского управления МВД РФ.
- С 1 сентября 2002 по 13 августа 2005 — министр внутренних дел по Республике Тыва[5][6].
- С 13 августа 2005 по 1 декабря 2008 — министр внутренних дел по Республике Северная Осетия[6][7].
- С 1 декабря 2008 по 26 сентября 2017 — начальник ГУ МВД России по Саратовской области[7][8][9].
- С 21 сентября 2017 по 16 сентября 2022 — Сенатор Российской Федерации — представитель от исполнительной власти Саратовской области, заместитель председателя Комитета Совета Федерации по обороне и безопасности[10][11].

## Звания
- Генерал-лейтенант полиции (31 марта 2011)[12]

## Награды
Государственные
- Благодарность Президента Российской Федерации
- Медаль Жукова (1999)
- Орден Мужества (2000)
- Медаль «За отвагу» (2001)
- Орден Александра Невского (2017)

Ведомственные
- Нагрудный знак «Почётный сотрудник МВД»
- Медаль «За доблесть в службе»
- Медаль «200 лет МВД России»
- Медаль «За отличие в службе» I, II и III степеней
- Медаль «За воинскую доблесть» I степени
- Медаль «За укрепление боевого содружества»
- Медаль «200 лет Министерству обороны»

Региональные
- Заслуженный работник Республики Тыва (сентябрь 2004)[4]
- Медаль «За доблестный труд» (18 августа 2005, Тыва) — за большой вклад в дело укрепления правопорядка и законности и многолетнюю добросовестную работу[13]
- Благодарность Губернатора Саратовской области (18 сентября 2009)[14]